# Погон Шчечин
Морски Спортен Клуб Погон Шчечин (на полски: Morski Klub Sportowy Pogoń Szczecin) е полски футболен клуб от град Шчечин.

## История
Клубът е основан на 21 април 1948 година под името Клуб Спортови Щорм.

## Успехи
- Вицешампион на Полша (2):

1987, 2001
- Трето място (3):

1984, 2020/21, 2021/22
- Финалист за Купа на Полша (5):

1981, 1982, 2010, 2024, 2025

## Европейски турнири
- Купа на УЕФА (три участия) – 1984/85, 1987/88, 2001/02,
- Купа Интертото (едно участие) – 2005,

## Известни бивши футболисти
- Рикардо Нунеш
- Олег Саленко

## Известни български футболисти
- Спас Делев: 2016/19 (70 мача - 11 гола)